# Rue Eugène-Desteuque
La  rue Eugène-Desteuque  est une voie de la commune française de Reims, située au sein du département de la Marne, en région Grand Est.

## Situation et accès
La rue Eugène-Desteuque appartient administrativement au quartier centre ville.
Elle est à sens unique depuis le boulevard de la Paix jusqu'à la rue des Marmouzets.
Elle donne accès à la Rue de la Gabelle, rue la plus étroite de Reims.

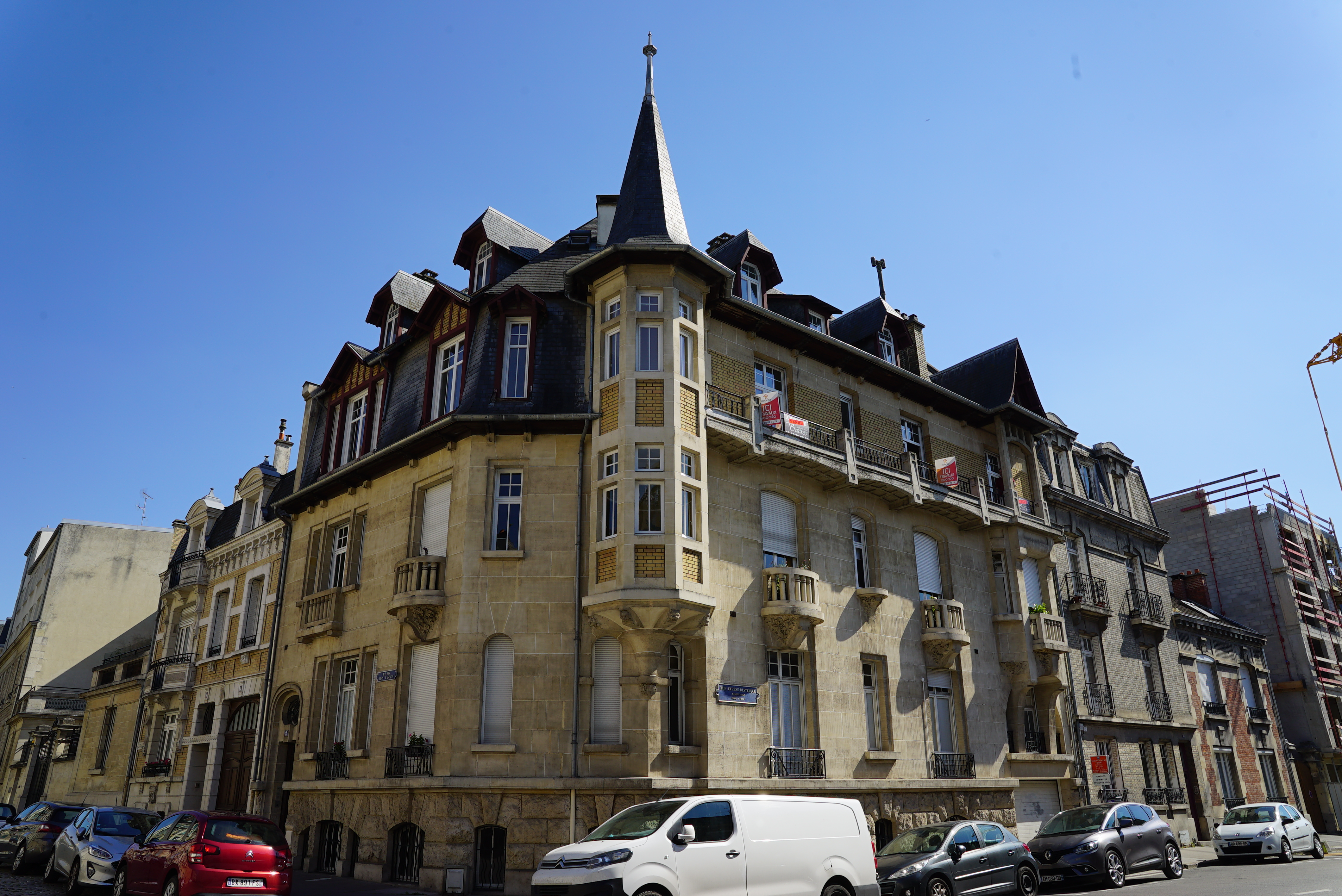
Maison d'angle avec la rue des Trois-Raisinets, quatre chats grignants sous la tourelle,
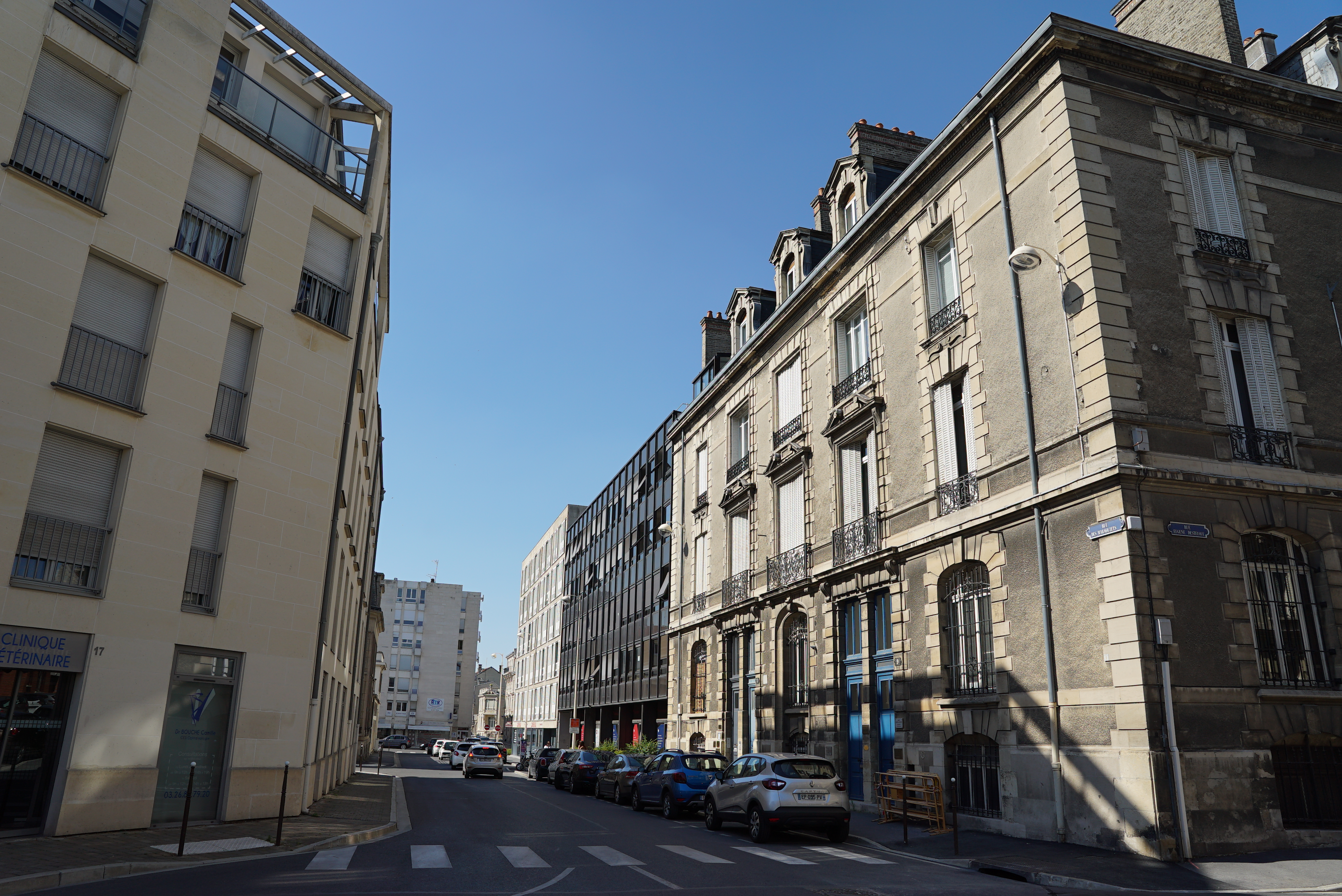
avec la rue des Marmouzets.
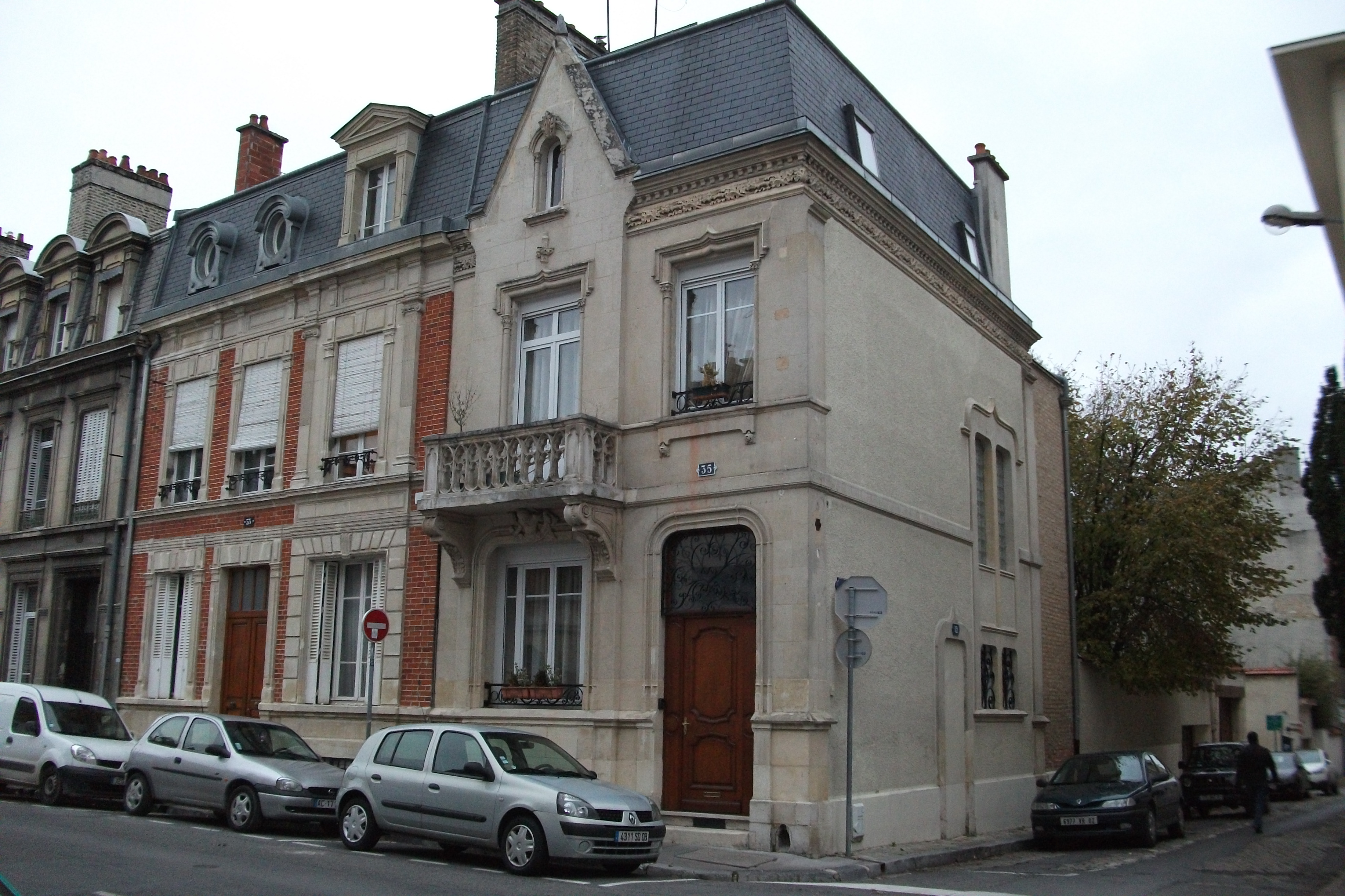
avec la rue Baratier.

## Origine du nom
Elle porte le nom de Eugène Desteuque (1816-1896), adjoint au maire, commerçant et maire de Villers-Allerand.

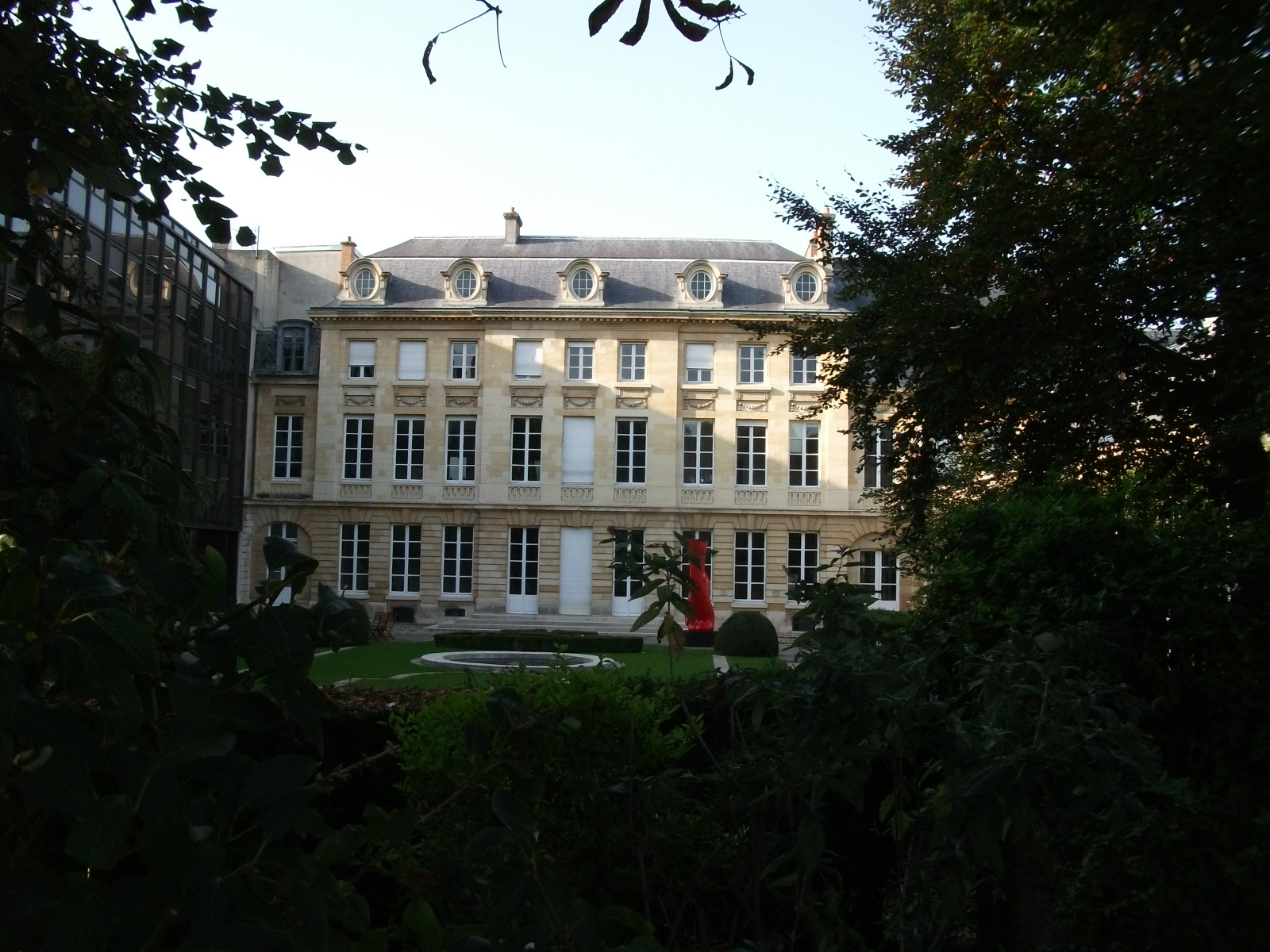
Vue de l'Hôtel Ponsardin depuis la rue.
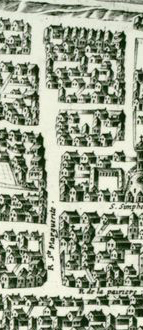
Sur un plan de 1618,
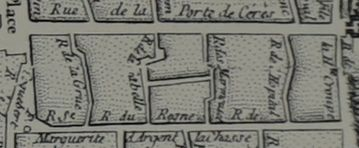
en 1775 par Moithey.

## Historique
Ancienne « rue Sainte-Marguerite » elle prend sa dénomination actuelle en 1903.

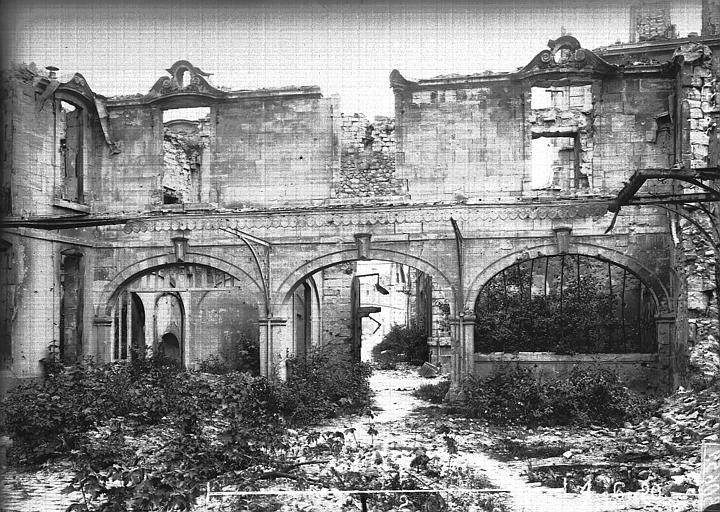
Destructions de la grande guerre,
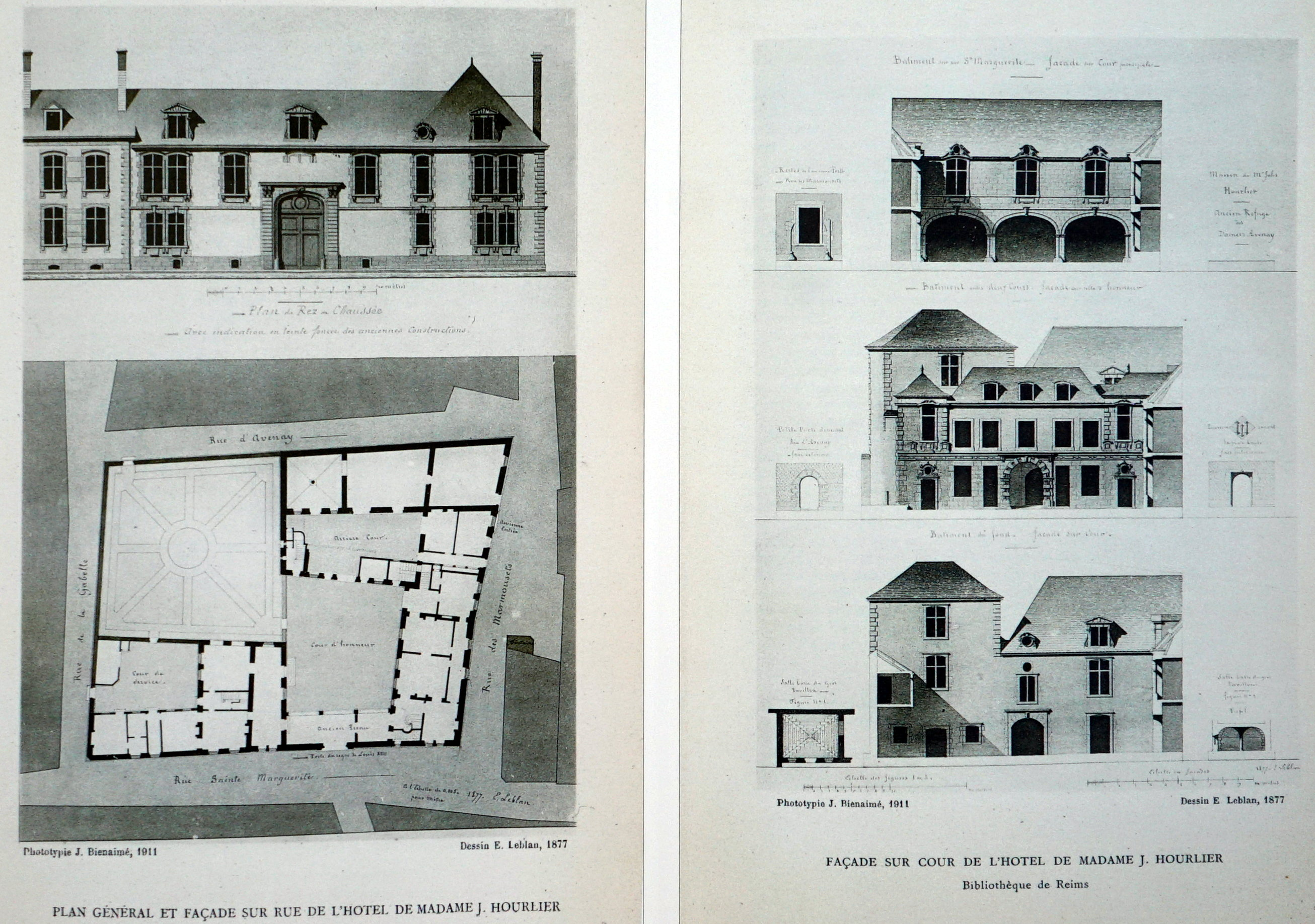
ancienne maison Houlier ou Thiret de Prin.